# Anders Andersson i Hyppinge
Anders Andersson (i riksdagen kallad Andersson i Hyppinge), född 9 december 1787 i Sya socken, Östergötlands län,  död 15 mars 1872 i Östra Tollstads socken, Östergötlands län,  var en svensk riksdagsman i bondeståndet.
Andersson företrädde Valkebo och Vifolka härader av Östergötlands län vid riksdagen 1828–1830. Han var suppleant i konstitutionsutskottet.